# Нджамена
Нджаме́на (фр. N’Djaména, араб. إنجامينا‎), до 1973 года Форт-Лами́ (фр. Fort-Lamy) — столица Чада, административный центр префектуры Шари-Багирми. Город Нджамена также является одним из 22 регионов Чада и административно как регион подразделяется на 10 городских районов.

## Этимология
Основан в 1900 году как французское укрепление (форт) и назван Форт-Лами в честь погибшего перед этим в битве французского командующего Франсуа Лами; отряд под командованием Лами и Фуро впервые пересёк Сахару и вышел к озеру Чад, получив ценные научные результаты. В 1973 году город переименован в Нджамена (N’Djamena), это название объясняют как «место отдыха, спокойствия».

## История
Город был основан в 1900 году французскими колонизаторами и использовался ими как военный опорный пункт под названием Форт-Лами. С 1904 года он входил в состав французской колонии Убанги-Шари. В 1910 году город стал относиться к Французской Экваториальной Африке. Во времена Второй Мировой французы использовали местный аэропорт для перевозки грузов. В 1942 до города даже долетала немецкая авиация и бомбила его. Было уничтожено с десяток самолётов и запасы топлива. С 1958 по 1960 года Форт-Лами был столицей автономной Республики Чад, а после 1960 года стал столицей независимой Республики Чад. Современное название города используется с 1973 года.
В 1980 году столица Чада являлась ареной ожесточённых боёв между формированиями проливийского президента Гукуни Уэддея и Вооружёнными силами Севера Хиссена Хабре. 7 июня 1982 года войска Хабре вступили в Нджамену. При авторитарном режиме Хабре столица являлась одним из центров карательного аппарата DDS. 1 декабря 1990 года Нджамена была взята войсками Идриса Деби.
13 апреля 2006 года войска Объединённого фронта за демократические перемены попытались захватить город, однако потерпели поражение в ходе Битвы за Нджамену. 2 февраля 2008 года повстанческие силы вновь пытались захватить город, однако через 2 дня были вынуждены отступить (см. Битва за Нджамену (2008)). В настоящее время в городе есть небольшое количество каменных зданий современной европейской постройки, но основную массу построек столицы составляют хижины и дома из глины.

## География
Город располагается в юго-западной части страны, на правом берегу реки Шари, близ впадения в неё реки Логон, на высоте 299 м над уровнем моря. Его территория лежит в довольно болотистой местности.

## Климат
Климат очень жаркий, субэкваториальный, носит выраженный муссонный характер. Самый жаркий месяц — апрель, перед наступлением влажного сезона, самый холодный — декабрь. Жарко круглый год, в апреле температура может достигать +46 °C. Абсолютный минимум составлял +8 °C (декабрь и январь). Влажный сезон длится с мая по октябрь, в остальное время дожди — крайняя редкость.
Нджамена расположена практически в центре Сахели, региона, переходного между более влажной и плодородной саванной на юге и Сахарой на севере. Для Нджамены характерен очень жаркий субэкваториальный климат с коротким, но сильным влажным сезоном с июня по сентябрь, и продолжительным сухим сезоном с пиком с ноября по март, когда дожди практически отсутствуют.
Температуры в Нджамене очень высокие круглый год и могут превышать +45 °C в тени, а среднемесячная температура наиболее высока в апреле-мае, составляя +33 °C, в январе снижается до +23 °C, однако в это время происходит сухой сезон, в течение которого осадки исключены. Среднегодовое количество осадков составляет порядка 500 мм.
| Показатель                                      | Янв. | Фев. | Март | Апр. | Май  | Июнь | Июль  | Авг.  | Сен. | Окт. | Нояб. | Дек. | Год   |
| ----------------------------------------------- | ---- | ---- | ---- | ---- | ---- | ---- | ----- | ----- | ---- | ---- | ----- | ---- | ----- |
| Абсолютный максимум, °C                         | 39   | 42   | 43   | 47   | 42   | 43   | 41    | 42    | 42   | 41   | 41    | 38   | 47    |
| Средний суточный максимум, °C                   | 32,4 | 35,2 | 38,7 | 41,0 | 39,9 | 37,2 | 33,5  | 31,6  | 33,7 | 36,9 | 35,8  | 33,5 | 35,8  |
| Средняя температура, °C                         | 23,4 | 25,9 | 29,9 | 32,9 | 32,9 | 31,0 | 28,3  | 27,0  | 28,2 | 29,4 | 26,8  | 24,2 | 28,3  |
| Средний суточный минимум, °C                    | 14,3 | 16,6 | 21,0 | 24,8 | 25,8 | 24,7 | 23,1  | 22,4  | 22,7 | 21,8 | 17,8  | 14,8 | 20,8  |
| Абсолютный минимум, °C                          | 7    | 9    | 15   | 17   | 18   | 18   | 20    | 20    | 15   | 12   | 2     | 7    | 2     |
| Норма осадков, мм                               | 0,0  | 0,0  | 0,3  | 10,3 | 25,8 | 50,3 | 144,0 | 174,4 | 84,3 | 20,3 | 0,1   | 0,0  | 509,8 |
| Источник: Гонконгская обсерватория, Weatherbase |      |      |      |      |      |      |       |       |      |      |       |      |       |

## Власть
Предыдущим, 26-м по счёту мэром города работала мадам Мариам Джимет Ибет (Mariam Djimet Ibet, 2016 ноябрь — 2018 декабрь).

## Демография
Население по данным национальной переписи 2009 года составляет 951 418 человека.
Основные этнические группы: даза (16,97 %); арабы (11,08 %); хаджарай (9,15 %); нгамбайе (6,41 %); билала (5,83 %); канембу (5,80 %); маба (4,84 %); канури (4,39 %); гор (3,32 %) и др. Официальными языками являются французский и арабский, однако жители города разговаривают также на языках нило-сахарской, афразийской и нигеро-кордофанской семей. Среди верующих преобладают мусульмане; христиан несколько меньше. Часть коренных жителей придерживается традиционных местных языческих культов.
Динамика численности населения города по годам:
| 1937 | 1947   | 1958   | 1960   | 1970    | 1993    | 2000    | 2009    | 2019      |
| ---- | ------ | ------ | ------ | ------- | ------- | ------- | ------- | --------- |
| 9976 | 18 375 | 53 000 | 60 000 | 130 000 | 529 555 | 728 000 | 951 418 | 1 360 000 |

## Транспорт
Через Нджамену проходит три трансафриканских автомобильных маршрута:
- Шоссе Триполи-Кейптаун
- Транссахельское шоссе
- Шоссе Нджамена-Джибути

Кроме того, Нджамена связана с дорожной сетью восточной и центральной Африки.
На окраине города находится международный аэропорт Нджамена.
Железнодорожного сообщения с городом нет.

## Образование
Более половины взрослого населения города остается неграмотными. Преподавателями и служащими социальной сферы в основной своей массе остаются французы. В 1971 году в городе был открыт Университет Нджамены, где обучение ведётся на французском языке, а в 1991 году — университет Кинг-Файсал, где обучение осуществляется на арабском. Также в городе имеются Институт зоотехники и ветеринарии, Национальный институт гуманитарных наук, Институт скотоводства и ветеринарии тропических стран, Институт хлопководства, Национальная школа администрации, Национальный музей.

## Города-побратимы
- Тулуза, Франция (с 1980 года)[12]
- Ступино, Россия (с 2000 года)[13]